# Marlhes
Marlhes é uma comuna francesa na região administrativa de Auvérnia-Ródano-Alpes, no departamento de Loire. Estende-se por uma área de 32,6 km². Em 2010 a comuna tinha 1 380 habitantes (densidade: 42,3 hab./km²).